# Jumanji
Jumanji es un libro ilustrado de fantasía para niños de 1981, escrito e ilustrado por el autor estadounidense Chris Van Allsburg. Fue adaptada en una película de 1995 del mismo nombre. Tanto el libro como la película tratan sobre un juego de mesa mágico que implementa animales reales y otros elementos de la selva a medida que se juega; por lo tanto, los peligros que los jugadores deben superar en el juego también aparecen en la vida real. La estrella de Jumanji, Robin Williams, afirmó que «jumanji» es una palabra zulú que significa «muchos efectos», y Van Allsburg lo afirmó también.
Fritz, un bull terrier en todos los libros de Chris Van Allsburg, aparece como un perro de juguete sobre ruedas en la tercera ilustración.

## Resumen
Mientras sus padres están fuera de casa por el resto del día, Judy y Peter Shepherd, después de jugar con algunos juguetes, se aburren y no saben qué hacer, así que van al parque. Allí encuentran un juego de mesa de aventuras en la jungla llamado Jumanji, que parece haber sido abandonado. Llevan a Jumanji a casa y encuentran un mensaje de advertencia: «No comiences a menos que tengas la intención de terminar». 
Comienzan a jugar, solo para descubrir que el juego es real, y que cualquier peligro que encuentran en el juego cobra vida en algún lugar de la casa. Por ejemplo, cuando Peter rueda los dados sobre la imagen de un león, aparece un león real, que Judy y Peter atrapan en el dormitorio de su madre. Judy lanza los dados para crear una estampida de rinocerontes, Peter cae sobre un monzón en el tablero, y Judy cae en el tablero en la casilla de un explorador, cada cosa apareciendo en la vida real para causar estragos en la casa. Aun así continúan jugando, esperando que al terminar el juego todo vuelva a la normalidad. El juego finalmente termina cuando Judy cae en la casilla de un volcán y grita «¡JUMANJI!». 
En un instante todo vuelve a la normalidad, y los hermanos devuelven el juego rápidamente al parque antes de que sus padres finalmente regresen. La historia termina cuando Judy y Peter miran afuera y ven a sus vecinos, Danny y Walter (que según su madre nunca se molestan en terminar los juegos que juegan ni leer las instrucciones), regresando emocionados del parque con Jumanji en sus manos. 

## Adaptaciones
- Jumanji (1995), película dirigida por Joe Johnston
A diferencia del cuento, la película tiene personajes adultos que no aparecieron en el original como Alan Parrish (Robin Williams), Sarah Whittle (Bonnie Hunt), el oficial Carl Bentley (David Alan Grier), la tía Nora (Bebe Neuwirth) o el cazador llamado Van Pelt (Jonathan Hyde, que también interpretó al padre de Alan, Sam Parrish). No solo Alan Parrish es el protagonista principal en lugar de Judy (Kirsten Dunst) y Peter (Bradley Pierce), sino que se agrega una historia de fondo, en la que el juego atrapó a Alan en la jungla muchos años antes mientras él y Sarah estaban jugando en 1969. Danny y Walter del final del libro original no aparecen en la película. También en la película, Judy y Peter quedan huérfanos después de que sus padres murieran en un accidente automovilístico en Canadá y encargandose su tía de ser tutor legal. Otros cambios son que los estragos que los animales causan ocurren en toda la ciudad, y que Peter se transforma en un mono por tratar de engañar al juego, y que es Alan quien finalmente ganó en lugar de Judy como en la historia original, incluido el tiempo restaurado de nuevo a como estaba antes. Los tambores en el juego también se escuchan muy lejos, lo que nunca sucedió en el libro.
- Jumanji (1996-1999), serie animada
A diferencia del libro y la película, el juego transporta a Judy y Peter a la jungla después de tomar turnos y leer una pista en lugar de que se liberen todos los elementos de la jungla, y hay otros villanos además de Van Pelt. Además, Peter se transforma en varios animales por tratar de hacer trampa en algunos episodios y Alan Parrish de la película sigue atrapado en el juego hasta el episodio final, mientras que Danny y Walter del final del libro original están ausentes. A diferencia de la película, Sarah Whittle no aparece. Van Pelt, por su parte, nunca sale de la jungla, aunque sigue cazando a Alan.
- Jumanji: Welcome to the Jungle (2017), película dirigida por Jake Kasdan.[2]
- Jumanji: The Next Level (2019), película dirigida por Jake Kasdan

## Secuela
Zathura, publicado en 2002, es una secuela de Jumanji, también escrito por Van Allsburg. También se ha adaptado al cine con el mismo nombre en 2005. En Zathura, Danny y Walter, los niños que aparecen al final de la historia original de Jumanji, encuentran un juego de mesa mágico de ciencia ficción cuyos elementos cobran igualmente vida. Zathura es ciencia ficción a diferencia de la temática de jungla, y Jumanji se menciona (lo que no ocurre nunca en la película).